# Bipiramidă pentagonală
În geometrie bipiramida pentagonală este un poliedru convex construit prin lipirea a două piramide pentagonale la bazele lor pentagonale (care trebuie să fie congruente). Dacă fețele sunt regulate, este poliedrul Johnson (J13 ) și poate fi văzut ca două poliedre Johnson J2 lipite la baze. Având 10 fețe, este un decaedru. Este dualul prismei pentagonale (care este un poliedru uniform).
Deși are un singur tip de fețe, triunghiulare — deci este un deltaedru — chiar dacă fețele sunt regulate și congruente și este tranzitivă pe fețe, nu este un poliedru platonic deoarece în unele vârfuri se întâlnesc câte patru fețe, iar în altele câte cinci.
Bipiramida pentagonală este 4-conexă, ceea ce înseamnă că este nevoie de eliminarea a patru vârfuri pentru a deconecta vârfurile rămase. Este unul dintre cele patru poliedre simpliciale bine acoperite⁠(d) cu patru conexiuni, ceea ce înseamnă că toate mulțimile independente maximale ale vârfurilor sale au aceeași mărime. Celelalte trei poliedre cu această proprietate sunt octaedrul regulat, bisfenoidul snub și un poliedru neregulat cu 12 vârfuri și 20 de fețe triunghiulare.

## Mărimi asociate
Următoarele formule pentru înălțime h, arie A și volum sunt stabilite pentru lungimea laturilor tuturor poligoanelor (care sunt regulate) a:
{\displaystyle h={\sqrt {2-{\frac {2}{\sqrt {5}}}}}\,a\approx 1,051462\,a\,,}
{\displaystyle A={\frac {5{\sqrt {3}}}{2}}a^{2}\approx 4,330127\,a^{2},}
{\displaystyle V={\frac {5+{\sqrt {5}}}{12}}a^{3}\approx 0,603006\,a^{3}.}

## Poliedru dual
Poliedrul dual al bipiramidei pentagonale este prisma pentagonală, cu șapte fețe: două pentagoane regulate paralele legate printr-un lanț de cinci dreptunghiuri.
Deși prisma pentagonală are o formă care este un poliedru uniform (cu fețe pătrate), dualul formei Johnson a bipiramidei are mai degrabă fețe dreptunghiulare decât pătrate și nu este uniformă.
| Dualul bipiramidei pentagonale | Desfășurata dualului |
| ------------------------------ | -------------------- |
|                                |                      |

## Poliedre înrudite

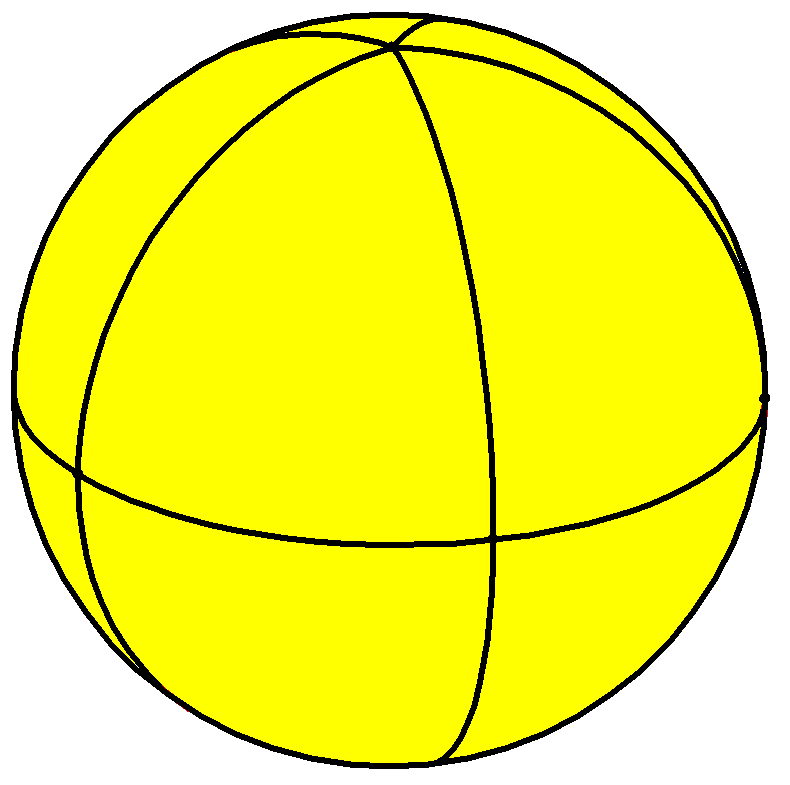
Bipiramidă sferică pentagonală

Bipiramida pentagonală, dt{2,5}, poate fi, succesiv, rectificată rdt{2,5}, trunchiată trdt{2,5} și alternată (snub) srdt{2,5}:
| Numele bipiramidei | Bipiramidă digonală | Bipiramidă triunghiulară (v. J12) | Bipiramidă tetragonală (v. O) | Bipiramidă pentagonală (v. J13) | Bipiramidă hexagonală | Bipiramidă heptagonală | Bipiramidă octogonală | Bipiramidă eneagonală | Bipiramidă decagonală | ...          | Bipiramidă apeirogonală |
| ------------------ | ------------------- | --------------------------------- | ----------------------------- | ------------------------------- | --------------------- | ---------------------- | --------------------- | --------------------- | --------------------- | ------------ | ----------------------- |
| Imagine            |                     |                                   |                               |                                 |                       |                        |                       |                       |                       | ...          |                         |
| Pavare sferică     |                     |                                   |                               |                                 |                       |                        |                       |                       |                       | Pavare plană |                         |
| Config. feței      | V2.4.4              | V3.4.4                            | V4.4.4                        | V5.4.4                          | V6.4.4                | V7.4.4                 | V8.4.4                | V9.4.4                | V10.4.4               | ...          | V∞.4.4                  |
| Diagramă Coxeter   |                     |                                   |                               |                                 |                       |                        |                       |                       |                       | ...          |                         |